# Toqtaï
Ghiyas ed-din Toqtaï (ou Toktaï ou Toqto’a) (mort en 1312) est le khan de la Horde d'or de 1290 à 1312.

## Biographie
Fils de Mengü Temür, Toqto’a est porté au pouvoir par Nogaï en assassinant le khan précédant ainsi que toute sa famille et ses soutiens. Toqtaï devient ainsi le nouveau khan mais les Batuides s'efforcent de réduire l'influence de Nogaï sur le nouveau khan qui rompt avec celui-ci en 1293 en replaçant André comme grand prince de Vladimir. En 1297, le conflit est ouvert après que le fils de Salji'üdai Güregen, un beau-parent de Nogaï khongirad, marié à une fille de Nogaï qui resta bouddhiste, se plaigne de dispute religieuse. Nogaï demande à Toqtaï de bannir la famille, ce que le khan refuse. Ramené à son rôle de commandant autonome, il s'autoproclame khan et désigne son fils ainé comme héritier.
La guerre civile ne peut être que la solution, les begs se divisent entre la légitimité du sang et le tradition de hiérarchie sociale. Lors de l'hiver 1297, Nogaï gagne la première bataille sur le Don, il prend la Crimée, pille la ville de Caffa après la mort d'un de ses petits-fils dans la ville. Cependant, il prend la décision de libérer les prisonniers pour éviter de diminuer les relations commerciales et avec les Franciscains. Face à cette décision réduisant le butin, les begs se retournent contre lui. Sur les rives du Dniepr en 1299, Toqtaï détruit les armées de Nogaï, qui est tué. Ses fils poursuivent le combat mais finissent par fuir en Pologne et en Lituanie et son héritier est tué en Bulgarie. La Horde de Nogaï est réannexé par Toqtaï en 1300. 
Cette guerre civile marque la fin de la suprématie de la lignée d'or et bouleverse la hiérarchie sociale, renforçant l'aristocratie.
En 1298, après la mort du khan de la Horde blanche, Khüinchi, une querelle de succession affronte Bayan, soutenu par Toqtaï et Kubilaï, contre une cousin de Khüinchi, soutenu par les Djaghataï et Qaïdu. En 1304, une trêve est signée mais ce n'est qu'en 1312 avec l'arrivée de Satiboukha que le conflit se termine.
Toqtaï se tourne à nouveau vers l'Ilkhanate pour reprendre l'Azerbaïdjan, en envoyant des émissaires chez les Mamelouks entre 1304 et 1307 pour une alliance, sans succès. En réponse, pour punir le Sultanat, Toqtaï fait arrêter des commerçants européens séjournant à Saraï, sa capitale, sous prétexte d'être responsable du rapt d’enfants tatars vendus dans les pays musulmans. Toqtaï envoie une armée à Caffa contre les Génois et les chasse de la ville en 1308. Les Franciscains accusent alors eux-mêmes les génois de jouer sur tous les tableaux et les dénonces.
Toqtaï uniformise le poids de la monnaie pour faciliter les échanges au sein de la Horde tout en acceptant toujours les monnaies étrangères pour le commerce aux frontières et créant des monnaies différentes selon les régions. Cette réforme met 30 ans pour se terminer, les Khans souhaitant préserver la croissance économique en évitant les changements trop brusques. 
En 1311, le commerce avec les Génois reprend, tout comme les relations avec le sultanat Mamelouk. Toqtaï meurt probablement noyé sur la Volga en août 1312, il a pour successeur son neveu Özbeg, fils de Toghrul et petit-fils de Mengü Temür. Il est possible qu'il est aussi été assassiné par Özbeg, dont le père avait été tué par Toqtaï. Son fils Tükäl-Buqa est repoussé de la succession, sous l'influence musulmane et après son assassinat par Özbeg, aux côtés d'une centaine de ses partisans. 

## Famille

### Descendance
On lui connait trois épouses et trois enfants :
- Bulughan Khatun
- Tükünche, petite-fille de Saldjidai Kuregen, un prince Khongirad et de Kälmish Äkä (fille de Quduqtu);
  - peut être Mengli Buqa, (v.1290 - ?)
  - Ilbasmis, (v.1295 - 1312)
- Maria Palaiologina, fille illégitime d'Andronic II Paléologue;
  - Marija, (v.1310 - ?), épouse de Narimantas, Prince de Polotsk;
  - Tükäl-Buqa;

## Sources
1. ↑  Simon Berger, « "Une armée en guise de peuple" : la structure militaire de l'organisation politique et sociale des nomades eurasiatiques à travers l'exemple mongol médiéval », Thèse de doctorat en Histoire, Paris, EHESS,‎ 12 décembre 2022 (lire en ligne, consulté le 9 octobre 2023)

- Marie Favereau : La Horde. Comment les Mongols ont changé le monde., chap.6, 2023, Éd. Perrin,  (ISBN 978-2262099558).
- René Grousset, L’empire des steppes, Attila, Gengis-Khan, Tamerlan, Paris, Payot, 1938, quatrième édition, 1965, (version .pdf) 669 (présentation en ligne, lire en ligne)